# Stigmella diniensis
Stigmella diniensis is een vlinder uit de familie dwergmineermotten (Nepticulidae). De wetenschappelijke naam is voor het eerst geldig gepubliceerd in 1975 door Klimesch.
De soort komt voor in Europa.